# Mutual assured destruction

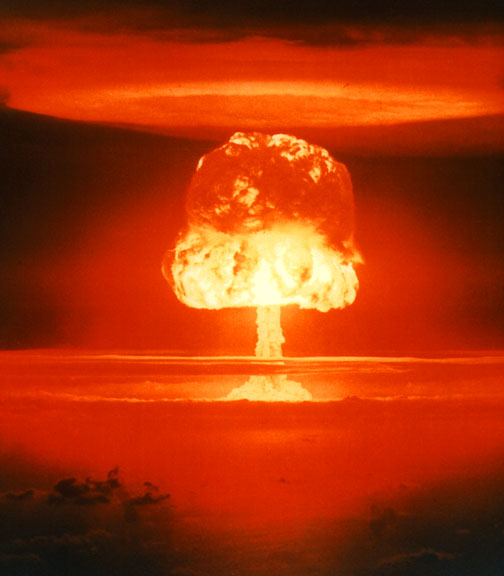
Paddenstoelwolk van een nucleaire ontploffing

Mutual(ly) assured destruction (MAD) (wederzijdse gegarandeerde vernietiging) is de militaire strategie die ervan uitgaat dat een gebruik van nucleaire wapens op grote schaal door een van twee zijden in een oorlog zou resulteren in de vernietiging van zowel de aanvaller als de verdediger. Het is gebaseerd op het idee dat het dreigen met zware wapens nodig is om te voorkomen dat de ander diezelfde wapens gebruikt. Zo ontstaat een afschrikkingsevenwicht (balance of terror), dat beide zijden af zou houden van een aanval. Vooral tijdens de Koude Oorlog werd van de MAD-strategie gebruikgemaakt.
Een belangrijk aspect van deze strategie is het hebben van een zogenaamde second strike capability. Dit is de mogelijkheid om altijd met kernwapens terug te slaan. Hiervoor moet het onmogelijk zijn om in één klap alle kernwapens van een van de partijen te vernietigen. Een belangrijke schakel hierin vormden tijdens de Koude Oorlog de kernonderzeeërs van onder andere de Verenigde Staten en de Sovjet-Unie. Doordat deze onderzeeboten worden aangedreven met een kernreactor, kunnen ze zeer lang onder water blijven. Daardoor hebben ze een grote actieradius, zijn ze moeilijk te vinden en is het vrijwel onmogelijk ze snel allemaal te vernietigen. Door deze onderzeeboten vervolgens uit te rusten met kernwapens, kan men altijd met kernwapens terugslaan, ook als alle lanceerinrichtingen voor intercontinentale raketten op het vasteland zouden zijn vernietigd.
Hoewel MAD door het afschrikeffect een zeker drempeleffect teweegbrengt, heeft het ook een aantal neveneffecten. Ten eerste wordt de wapenwedloop hierdoor bevorderd, omdat iedere zijde niet het risico wil lopen dat de ander een zodanig technisch of militair overwicht opbouwt dat de second strike capability teniet kan worden gedaan, en de tegenstander het er dus op zou kunnen wagen een kernoorlog te beginnen. Ten tweede zal MAD, wanneer eenmaal naar kernwapens is gegrepen, onvermijdelijk tot escalatie leiden. Niet terugslaan vergroot immers het voordeel van de tegenstander en behelst eveneens de kans dat deze ook de second strike capability kan aantasten door bijvoorbeeld een operatie tegen de raketsilo's en kernonderzeeërs. Een tegenaanval blijft dan als enige mogelijke optie over, waardoor het resultaat inderdaad slechts algehele vernietiging is. 
Een aantal malen (Cubacrisis, het valse nucleaire alarm in 1983), heeft de wereld op het randje van een kernoorlog gebalanceerd, wat bij toepassing van de MAD-strategie waarschijnlijk tot wederzijdse vernietiging zou hebben geleid.
Herman Kahn was een van de ontwikkelaars van MAD.

## Effectiviteit volgens empirisch onderzoek
Een studie gepubliceerd in de Journal of Conflict Resolution in 2009 evalueerde kwantitatief de nucleaire vrede-hypothese en vond steun voor het bestaan van de stabiliteits-instabiliteitsparadox. De studie concludeerde dat kernwapens strategische stabiliteit bevorderen en grootschalige oorlogen voorkomen, maar tegelijkertijd meer conflicten met lage intensiteit mogelijk maken. Als er sprake is van een nucleair monopolie tussen twee staten — waarbij één staat kernwapens bezit en de ander niet — is de kans op oorlog groter. Daarentegen, als beide staten kernwapens bezitten, daalt de kans op oorlog drastisch.

## MAD in de literatuur
- Triggerman (De vinger aan de trekker) is een kort verhaal uit 1957 van de Amerikaanse schrijver J.F. Bone. In het verhaal wordt een meteorietinslag op Washington D.C. aangezien voor een Sovjetaanval, en weet slechts de generaal met bevel over de raketstrijdkrachten (tezamen met zijn onzichtbare Russische tegenhanger) door het hoofd koel te houden een kernoorlog te voorkomen.
- Arc Light (WWIII) is een techno-thriller van de Amerikaanse schrijver Eric L. Harry. Het boek beschrijft een beperkte nucleaire Derde Wereldoorlog, uitgevochten in de zomer van 1999 tussen de Verenigde Staten en de instabiele Russische Federatie, veroorzaakt door een menselijke fout. Een centraal thema is MAD (mutual assured destruction), een uitkomst die beide partijen wensen te vermijden maar waar ze onvermijdelijk toe worden gedreven. Een ander thema is de onvermijdelijke escalatie van een conflict wanneer eenmaal naar nucleaire wapens is gegrepen. Ook hier wordt op het laatste moment door koelbloedig handelen een totale kernoorlog vermeden.
- Nuclear War: A Scenario (Kernoorlog: Het scenario) is een non-fictie boek van de Amerikaanse onderzoeksjournalist Annie Jacobsen uit 2024. In het boek beschrijft ze van minuut tot minuut (seconde tot seconde) wat er gebeurt na de eerste lancering van een kernwapen door Noord-Korea op de Verenigde Staten. Het einde mag geen verrassing heten, maar komt sneller dan verwacht. Minder dan 90 minuten nadat de eerste raket de lucht inging, is er geen menselijke beschaving meer.
- Pax Atomica? Théorie, pratique et limites de la dissuasion van de Franse politicoloog Bruno Tertrais. Tertrais behandelt de vraag of wederzijdse afschrikking nog werkt.